# Diagrama Stiff

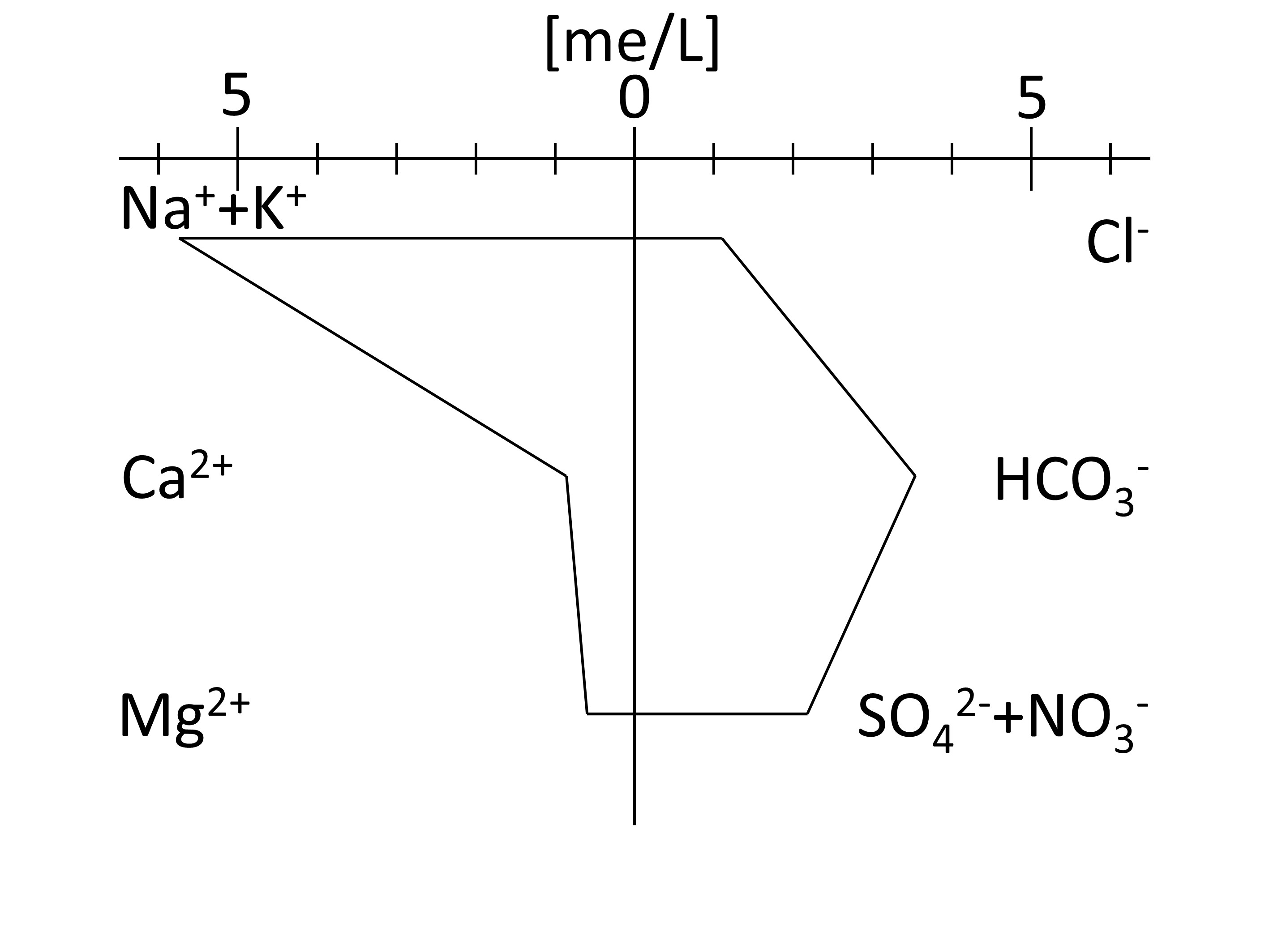
Diagrama de Stiff de una muestra de agua para las parejas
NaK-CL
Ca-HCO
Mg-SO+NO

Un diagrama de Stiff es una representación gráfica de la ionización de una muestra de agua. Fue ideada por primera vez en 1951 por H. A. Stiff y es usada para identificar fácilmente a la familia de agua que se tiene en una determinada fuente. 
Se representan las mediciones de la cantidad de elementos encontrados en una muestra de agua sobre tres ejes horizontales, dos sobre cada eje, pero en direcciones contrarias con un origen común (en una vertical) para las seis mediciones.
Los aniones (iones con cargas negativas) están del lado izquierdo y los cationes (iones positivos) al lado derecho. Todas las concentraciones de los iones se encuentran expresadas en miliequivalentes por litro (meq/L) y la escala gráfica corresponde al ancho de las líneas horizontales, es decir, cuanto más ancho es un diagrama, más mineralizada se encuentra el agua a la que representa.